# Canton de Nevers-Rural
Le canton de Nevers-Rural est un ancien canton français situé dans le département de la Nièvre.

## Histoire
Le canton de Nevers-Rural est créé par le décret du 16 août 1973 scindant en quatre le canton de Nevers.
Il est supprimé par le décret du 23 janvier 1985 le scindant entre les cantons de Nevers-Est et d'Imphy.

## Composition
Le canton comprenait :
- les communes de Saint-Éloi, Sauvigny-les-Bois, Imphy, Chevenon, Magny-Cours, Saincaize et Gimouille,
- la portion de territoire de la ville de Nevers déterminée par l'axe des voies ci-après : pont de Loire, levée de la Loire, ruisseau de l’Éperon, voie ferrée jusqu'à la rue Mademoiselle-Bourgeois, rue Mademoiselle-Bourgeois (côté impair) jusqu'à la limite de la commune de Coulanges-lès-Nevers, limite de la commune de Saint-Éloi jusqu'à la Loire (rive droite).

## Représentation
| Période | Période | Identité       | Étiquette | Qualité |
| ------- | ------- | -------------- | --------- | --- |
| 1973    | 1985    | Daniel Benoist | PS        | Médecin Maire de Nevers de 1971 à 1983 Sénateur de 1963 à 1967 Député de 1967 à 1983 Ancien secrétaire d'État Ancien conseiller général du Canton de Luzy (1955-1972) puis du Canton de Nevers (1972-1973) |